# (2313) Aruna
(2313) Aruna (1976 TA) – planetoida z pasa głównego asteroid okrążająca Słońce w ciągu 3,86 lat w średniej odległości 2,46 au. Odkryta 15 października 1976 roku.